# John Block
Ne doit pas être confondu avec John R. Block.
Pour les articles homonymes, voir Block.
John William Block, Jr. (né le 16 avril 1944 à Glendale, Californie) est un joueur américain de basket-ball.

## Biographie
Intérieur de 2,08 m issu de l'université de Californie du Sud, Block passa 10 saisons en National Basketball Association sous les couleurs des Lakers de Los Angeles (1966-1967), des Rockets de San Diego (1967 à 1971), des Bucks de Milwaukee (1971-1972), des 76ers de Philadelphie (1972-1973), des Kansas City-Omaha Kings (1973-1974), du Jazz de La Nouvelle-Orléans (1974) et des Bulls de Chicago (1974 à 1976). Block a connu sa meilleure saison statistique en 1968, quand il réalisa 20,2 points et 11,0 rebonds avec les Rockets, qui venait juste d'intégrer la NBA. Block participa au All-Star Game 1973 et totalisa 7106 points et 3965 rebonds en carrière.
La Californie était la cible de deux ligues professionnelles en 1967, avec six franchises réparties entre la NBA et la ABA.
Les talents locaux étaient alors importants pour ces franchises et Block fut donc très courtisé. Il était un grand pivot talentueux pouvant évoluer sur les deux postes dans la raquette et fut donc sélectionné par les Lakers de Los Angeles en 1966. Block fut pénalisé par les blessures lors de son année rookie, disputant seulement 22 matchs derrière Elgin Baylor, Darrall Imhoff notamment. Il ne joua qu'une seule minute lors des playoffs 1967.
Choisi lors de la draft d'expansion par la nouvelle franchise de San Diego, Block devint pivot titulaire des Rockets. Il souffrit encore de blessures, manquant 30 matchs, mais ses 20,2 points et 11,0 rebonds par match impressionnèrent.
La saison suivante, la star Elvin Hayes rejoignit les Rockets. Block se décala au poste d'ailier, compilant 15 points et 9 rebonds. L'équipe s'inclina face aux Hawks d'Atlanta au premier tour 4 à 2. 
Un nouvel entraîneur arriva en la personne de Alex Hannum, mais les résultats n'évoluèrent pas lors de la saison 1970-1971.
Les Rockets déménagèrent ensuite à Houston pour mieux promouvoir Hayes et Block fut transféré chez le champion en titre Milwaukee. Block était le troisième ailier des Bucks, derrière Kareem Abdul-Jabbar et Oscar Robertson. Lors de la finale à l'Ouest, que beaucoup considérèrent comme la véritable finale NBA, les Bucks s'inclinèrent face au futur champion, les Lakers de Los Angeles.
Lors de la saison 1972-1973, Block fut transféré aux 76ers de Philadelphie en tant que titulaire au poste d'ailier. Avec son nouvel entraîneur Roy Rubin, l'équipe démarra très difficilement avec un bilan de 4 victoires - 47 défaites avant que Rubin ne soit licencié. Block inscrivit 17,9 points et 9,2 rebonds. Lorsque l'équipe engagea Leroy Ellis, un joueur au profil similaire, Block fut transféré aux Kansas City/Omaha Kings. Les Kings réalisèrent un bilan de 36 victoires - 46 défaites avec Block au poste de titulaire aux côtés de Nate Archibald et du pivot Sam Lacey.
Les Kings sélectionnèrent Ron Behagen en draft 1973 et Block devint alors remplaçant.
Il se retrouva alors de nouveau dans une franchise d'expansion avec le Jazz de La Nouvelle-Orléans, l'équipe se construisant autour de la superstar Pete Maravich. Block ne disputa que quatre rencontres avant d'être transféré aux Bulls de Chicago.
Il se retrouva une nouvelle fois troisième ailier derrière Bob Love et Norm Van Lier.
Refusant une offre de retrouver la ville de San Diego en ABA, Block joua deux nouvelles rencontres avec les Bulls à l'automne 1975, pour un total de sept minutes. Voyant qu'il n'avait que peu d'opportunités, Block, âgé de 31 ans décida de se retirer.
Comme beaucoup de joueurs des années 1960-1970 en NBA, Block fut transféré très souvent, mais montra de vraies capacités de joueur NBA dans sa carrière.
Fervent chrétien, Block s'impliqua dans de nombreuses associations chrétiennes.
Block intégra par la suite l'académie des sports au Bénin, quand il fut appelé par le Président Mathieu Kérékou, lui aussi un fervent Chrétien. Block établit alors des relations avec le gouvernement américain. Aujourd'hui, Block demeure toujours très actif au Bénin, dans des activités chrétiennes et sportives en tant qu'entraîneur.